# Cod ATC N07
Codul ATC N07 Alte preparate cu acțiune asupra sistemului nervos este o parte a sistemului de clasificare anatomică, terapeutică și chimică a medicamentelor, un sistem dezvoltat de către Organizația Mondială a Sănătății (OMS) pentru clasificarea medicamentelor și a altor produse medicinale. Subgrupul N07 este o parte a grupului N Sistemul nervos central.
Codurile pentru preparatele de uz veterinar sunt create prin alipirea literei Q în fața codului ATC corespunzător produsului pentru uz uman; de exemplu, QN07. 

## N07AParasimpatomimetice

### N07AA Anticolinesterazice
N07AA01 Neostigmină
N07AA02 Piridostigmină
N07AA03 Distigmină
N07AA30 Ambenoniu
N07AA51 Neostigmină, combinații

### N07AB Esteri aicolinei
N07AB01 Carbacol
N07AB02 Betanecol

### N07AX Alte parasimpatolitice
N07AX01 Pilocarpină
N07AX02 Colină alfoscerat
N07AX03 Cevimelină

## N07B Medicamente utilizate în tratamentul dependențelor

### N07BA Medicamente utilizate în tratamentul dependenței denicotină
N07BA01 Nicotină
N07BA03 Vareniclină
N07BA04 Citisină

### N07BB Medicamente utilizate în tratamentul dependenței deetanol
N07BB01 Disulfiram
N07BB02 Carbimidă calcică
N07BB03 Acamprosat
N07BB04 Naltrexonă
N07BB05 Nalmefenă

### N07BC Medicamente utilizate în tratamentul dependenței deopioide
N07BC01 Buprenorfină
N07BC02 Metadonă
N07BC03 Levacetilmetadol
N07BC04 Lofexidină
N07BC05 Levometadonă
N07BC06 Diamorfină
N07BC51 Buprenorfină, combinații

## N07C Medicamente utilizate în vertij

### N07CA Medicamente utilizate în vertij
N07CA01 Betahistină
N07CA02 Cinarizină
N07CA03 Flunarizină
N07CA04 Acetilleucină
N07CA52 Cinarizină, combinații

## N07X Alte medicamente cu acțiune asupra sistemului nervos

### N07XX Alte medicamente cu acțiune asupra sistemului nervos
N07XX01 Tirilazad
N07XX02 Riluzol
N07XX03 Xaliproden
N07XX04 Oxibat sodic
N07XX05 Amifampridină
N07XX06 Tetrabenazină
N07XX07 Fampridină
N07XX08 Tafamidis
N07XX10 Laquinimod
N07XX11 Pitolisant
N07XX12 Patisiran
N07XX13 Valbenazină
N07XX14 Edaravonă
N07XX15 Inotersen
N07XX59 Dextrometorfan, combinații